# Dirphia niceros
Dirphia niceros är en fjärilsart som beskrevs av Paul Dognin 1911. Dirphia niceros ingår i släktet Dirphia och familjen påfågelsspinnare. Inga underarter finns listade i Catalogue of Life.